# Janvier 1783
Cette page présente les faits marquants du mois de janvier 1783.

## Événements
- 9 janvier, Calcutta : le gouverneur de la Compagnie anglaise des Indes orientales Warren Hastings envoie une seconde mission au Tibet conduite par le capitaine Samuel Turner, à l’occasion de la reconnaissance du panchen-lama (fin en mars 1784)[1].

- 16 janvier : patente du mariage qui établit le mariage civil en Autriche[2].

- 20 janvier : signature à Versailles des préliminaires de paix entre la France, l'Espagne et la Grande-Bretagne[3].

- 22 janvier : le Renunciation act accorde à l'Irlande sa pleine autonomie législative[4].

## Naissances
- 23 janvier : Henri Beyle, dit Stendhal, romancier français († 23 mars 1842).